# Erby polské šlechty
Polské erbovní společenství byl spolek sdružující členy polské aristokracie (szlachty). Pod jedním erbem (pol. herbem) tak bylo sdruženo několik rodů, přičemž na rozdíl od skotských klanů pokrevní příbuzenství nebylo podmínkou. Členové erbovních společenství mohli být pouze šlechtici a jedna rodina mohla náležet současně k více erbovním společenstvím.

## A
| Jméno     | Další jména | erb                           |
| --------- | --- | ----------------------------- |
| Abdankové | Abdaniec, Abdanek, Abdank, Awdancz, Awdaniec, Białkotka, Biłkotka, Czelejów, Habdaniec, Habdank, Haudaniec, Hawdaniec, Hebdank, Łąkotka, Łękawa, Łękawica, Skuba, Szczedrzyk | Abdank (erbovní společenství) |
| Aksak     | Akszak, Axak, Kara, Obrona | Aksakové                      |
| Alabanda  | Alaband, Albalant, Albaluna, Alba-luna, Allabanda, Bielina, Koniowaszyja | Alabandové                    |
| Amadej    | Amadejowa, Amadey, Hamadaj, Hamadej, Hamadejowa, Hamadziej, Homadziej, Orlek, Orłek, Orłek bez ogona                                                                         |                               |
| Allan     | Alan |                               |
| Azulewicz | Azulewiczowi |                               |

## B
| Jméno        | Další jména | erb |
| ------------ | --- | --- |
| Bajbuza      | Baybuza |     |
| Bawola Glowa | nejsou známa |     |
| Belina       | Beliny, Bilina, Bylina, Byliny                                                                                                  |     |
| Beztrwogi    | nejsou známa |     |
| Bialynia     | Białynia, Bialina |     |
| Biberstein   | Momot |     |
| Blum         | nejsou známa |     |
| Boenisch     | Behnisch, Benisz |     |
| Bogoria      | Bogorya, Bogoryja, Boguryja |     |
| Bojcza       | Boycza, Modzel, Modzelie, Piaseczna, Piasnicza                                                                                  |     |
| Bolc         | Bełty, Bełcz |     |
| Boloz        | Bołoz, Antoniewicz |     |
| Boncza       | Bończa, Bończe, Buńcza, Buńcze, Goworożec, Jednorożec, Rinocerus, Unicomus                                                      |     |
| Boreyko      | nejsou známa |     |
| Bozawola     | Bożawola, Bojnar, Boża Wola |     |
| Brama        | nejsou známa |     |
| Barničtí     | Gryf |     |
| Brochwicz    | Jeleń, Opole, Zelewski |     |
| Brodzic      | Bonikowski, Kliczewski, Kunecki, Kurzątkowski, Łącki, Mojecki, Pilitoski, Radomski, Radzimiński, Sieromski, Zawadzki, Żochowski |     |
| Bronic       | nejsou známa |     |
| Bronislaw    | Bronisław |     |
| Brzuska      | nejsou známa |     |

## C
| Jméno       | Další jména                                     | erb |
| ----------- | ----------------------------------------------- | --- |
| Chalecki    | nejsou známa                                    |     |
| Charyton    | Charytan, Charytonowicz                         |     |
| Chodkiewicz | nejsou známa                                    |     |
| Cholewa     | But                                             |     |
| Choryński   | Chorinský, Chorinská, Chory, Chorinští z Ledské |     |
| Chromy      | Chromy                                          |     |
| Cielatkowa  | Kucza, Kuczawa                                  |     |
| Cieleski    | nejsou známa                                    |     |
| Ciezosil    | nejsou známa                                    |     |
| Ciolek      | Ciołek, Biała, Biala, Taurus                    |     |
| Czartoryski | nejsou známa                                    |     |
| Czewoja     | Czawa, Łzawia, Łzawa                            |     |

## D
| Jméno     | Další jména                                         | erb |
| --------- | --------------------------------------------------- | --- |
| Dab       | Dąb, Dub, Ehler, Żelechy                            |     |
| Dabrowa   | Dąbrowa                                             |     |
| Debno     | Dębno, Sędowojna, Sedowjna                          |     |
| Deboli    | Deboli                                              |     |
| Dönhoff   | Dönhoff (Denhoff)                                   |     |
| Deszpot   | Despot, Zenowicz                                    |     |
| Deborog   | Dęboróg, Duboroh, Ostrzew, Pień                     |     |
| Doliwa    | Doliwczyk, Dolwita, Tres Rosae                      |     |
| Dolega    | Dołęga                                              |     |
| Drogomir  | Romatowski, Rometowski, Romotowski apod.            |     |
| Drogoslaw | Drogosław                                           |     |
| Druck     | Drucki kníže                                        |     |
| Druzyna   | Drużyna, Corrulus, Curvatura, Krzywaśnic, Krzywaśny |     |
| Drya      | viz: Dryja                                          |     |
| Dryja     | Drya, Dricziki, Mutina, Mutyna                      |     |
| Drzewica  | hier nicht berkannt                                 |     |
| Dzialosza | Działosza                                           |     |

## E
| Jméno     | Další jména   | erb |
| --------- | ------------- | --- |
| Einberger | nejsou známa  |     |
| Erbs      | nejsou známa  |     |
| Essenius  | Essen         |     |
| Estken    | Essken, Estko |     |
| Ettmayer  | nejsou známa  |     |

## F
| Jméno        | Další jména                                                   | erb |
| ------------ | ------------------------------------------------------------- | --- |
| Felseis      | nejsou známa                                                  |     |
| Finckenstein | Finck, Finckensteinów, Finckensteinow, Finck von Finckenstein |     |
| Fleming      | Flemming                                                      |     |
| Fogelfeder   | Fogelweder, Fogelvander, Fogelveder, Vogelfeder               |     |
| Fornalski    | Orlica odm.                                                   |     |

## G
| Jméno      | Další jména | erb |
| ---------- | --- | --- |
| Garczyński | nejsou známa                                                                                                   |     |
| Giejsz     | nejsou známa                                                                                                   |     |
| Giejsztor  | nejsou známa                                                                                                   |     |
| Gieralt    | Gierałt, Cicierza, Gerald, Gieralt, Hosmorog, Osmarog, Osmarany, Osmioróg, Osmoróg, Rogów                      |     |
| Ginwill    | nejsou známa                                                                                                   |     |
| Glinski    | Gliński |     |
| Godziemba  | Godziąba,Godzięba, Godzięby                                                                                    |     |
| Gozdawa    | Gozdawita, Gozdowa, Gozdowita, Gozdowo, Gozdzie, Gzdow, Lilium                                                 |     |
| Grabie     | Chlewiotki, Clewostki, Grabia, Grabic, Graby, Kocina, Leśniowie, Rastrum, Szczuki, Wisniewski, Sczuka, Szczuka |     |
| Grabowiec  | nejsou známa                                                                                                   |     |
| Groty      | nejsou známa                                                                                                   |     |
| Gryf       | Swoboda, Świeboda, Braničtí (Gryfiti)                                                                          |     |
| Grzymala   | Grzymała, Grzymalita, Odwaga, Pogrell, Ślasa, Zelberschwecht                                                   |     |
| Gwiazdy    | nejsou známa                                                                                                   |     |
| Gwiazdzicz | Gwiaździcz, Gwiaździc                                                                                          |     |

## H
| Jméno          | Další jména                                                                       | erb |
| -------------- | --------------------------------------------------------------------------------- | --- |
| Hejking        | Heyking, Heuking, Höcking, Hucking'                                               |     |
| Helm           | Hełm                                                                              |     |
| Herburt        | Herbolt, Herbort, Herbortowa, Herbott, Herbulów, Fulsztyn, Miecze, Pawęza, Pawęża |     |
| Hilchen        | Chilchen                                                                          |     |
| Hilzen         | Hülsen, Hylzen,Ilzen                                                              |     |
| Hippocentaurus | Kitaurus, Hipocentaur                                                             |     |
| Hodyc          | Hoditz, Hodicki                                                                   |     |
| Holownia       | Hołownia                                                                          |     |
| Hozyusz        | Hosius, Hosz, Pończocha odmiana Hozyusz                                           |     |
| Husarzewski    | nejsou známa                                                                      |     |
| Hutor          | Kotwica                                                                           |     |

## J
| Jméno       | Další jména | erb |
| ----------- | --- | --- |
| Jakimowicz  | nejsou známa |     |
| Janina      | Sobieski |     |
| Jasienczyk  | Jasienice, Jasiona, Klucz, Lojewski |     |
| Jastrzębiec | Acciper, Bolesta, Boleszczyc, Boleścic, Dazanki, Jastrząb, Jastrząbek, Jastrzęby, Kadbrowa, Kamiona, Kaniawa, Kudborz, Kudbrzyn, Lubrza, Ludbrza, Łazanki, Łazęga, Łazęka, Łazęki, Nagorza, Nagóra, Zarasy, Zarazy, Zborowski |     |
| Jelita      | Koźlarogi, Koźle Rogi, Lapczynski, Nagody, Zamoyscy |     |
| Jełowicki   | Jałowicki, |     |
| Jez         | Jeż |     |
| Jodzieszko  | nejsou známa |     |
| Junosza     | Agnus, Baran, Barany, Borowiec, Junoszyc |     |

## K
| Jméno          | Další jména                                                                                      | erb |
| -------------- | ------------------------------------------------------------------------------------------------ | --- |
| Karega         | Karęga                                                                                           |     |
| Karnicki 1     | nejsou známa                                                                                     |     |
| Karnicki 2     | Kroschnitzky                                                                                     |     |
| Karp           | Carpio                                                                                           |     |
| Kemlada        | Kemlad, Kamrad, Kamerad, Przyjaciel                                                              |     |
| Kierdeja       | Kierdejowa                                                                                       |     |
| Klamry         | Niemirowicz                                                                                      |     |
| Komar          | nejsou známa                                                                                     |     |
| Komorowští     |                                                                                                  |     |
| Koniecpolští   | Pobog                                                                                            |     |
| Kopacz         | Ropacz, Skrzydło, Topacz                                                                         |     |
| Kopaszyna      | nejsou známa                                                                                     |     |
| Korab          | Korabczyk, Korabczyce, Korabiów, Karpowitz (pol. Karpowicz)                                      |     |
| Korczak        | Ciffus, Ciphus, Karpie, Trzy Wręby, Wrębowie, Wręby,                                             |     |
| Korczyk        | nejsou známa                                                                                     |     |
| Kordysz        | nejsou známa                                                                                     |     |
| Korwin         | Corvus, Corvinus, Corvin, Bujno, Ślepowron variation                                             |     |
| Korsak         | nejsou známa                                                                                     |     |
| Korybut        | Wiśniowiečtí                                                                                     |     |
| Kosciesza      | Kościesza, Strzegomia, Strzegomya                                                                |     |
| Kostrowiec I.  | nejsou známa                                                                                     |     |
| Kostrowiec II. | nejsou známa                                                                                     |     |
| Kot Morski     | Catus Marinus, Kot                                                                               |     |
| Kotwica        | Kotwica i Grono, Kolataj, Kollontaj, Kollontay, deutsch von Kolontai, von Kolontaj, von Kolontay |     |
| Kotwicz        | Ćwieki, Kotficz                                                                                  |     |
| Kownia         | nejsou známa                                                                                     |     |
| Kozlowski      | Kozłowski                                                                                        |     |
| Kronwald       | Kronfeld                                                                                         |     |
| Kruzer         | Croser, Croeser                                                                                  |     |
| Kryszpin       | nejsou známa                                                                                     |     |
| Krzywda        | Lubiez                                                                                           |     |
| Ksiezyc        | Księżyc, Trzy Gwiazdy                                                                            |     |
| Kujk           | Kuicke, Kuycke                                                                                   |     |
| Kulikowski     | nejsou známa                                                                                     |     |
| Kulak          | Kułak                                                                                            |     |
| Kur            | Kur Biały                                                                                        |     |
| Kusza          | nejsou známa                                                                                     |     |

## L
| Jméno       | Další jména                                                      | erb |
| ----------- | ---------------------------------------------------------------- | --- |
| Lachnicki   | nejsou známa                                                     |     |
| Larischové  | Larissa, Laryšové                                                |     |
| Ledóchowští | Szaława                                                          |     |
| Leliwa      | Hubal, Leliwa, Leliwita, Leliwczyk                               |     |
| Leszczyc    | Bróg, Brożek, Brożyna, Laska, Laski, Wyszowie                    |     |
| Leszczyńští |                                                                  |     |
| Lewalt      | nejsou známa                                                     |     |
| Lewart      | Leopardus, Walny, Waliu-szy                                      |     |
| Lewičtí     | Rogala                                                           |     |
| Lis         | Lisy, Lisowie, Bzura, Mzura, Murza, Strempacz, Orzi-Orzi, Vulpis |     |
| Lubicz      | luba                                                             |     |
| Lubomirští  | Szreniawa                                                        |     |

## Ł
| Jméno  | Další jména                          | erb |
| ------ | ------------------------------------ | --- |
| Labedz | Łabędź, Skrzynno, Skrzyńscy, Junosza |     |
| Łada   | Ładzic, Mancz                        |     |
| Lodzia | Łodzia, Lodzic, Łodzic, Navis, Nawa  |     |
| Luk    | Łuk                                  |     |

## M
| Jméno              | Další jména                       | erb |
| ------------------ | --------------------------------- | --- |
| Madrostki          | Mądrostki, Śmiara, Śmiera, Zmiara |     |
| kníže Masalski III | Masalski kníže III                |     |
| Mogila             | Mogiła                            |     |

## N
| Jméno    | Další jména                                                                                              | erb |
| -------- | --- | --- |
| Nabram   | Abram, Nabra, Kłobuk, Stańcowie, Waldorff, Wendorf                                                       |     |
| Nałęcz   | Nałęcz, Czamkowski, Łęczuch, Nałęczyta, Pomłość                                                          |     |
| Nawrocki | nejsou známa                                                                                             |     |
| Nieczuja | Cielech, Cielechy, Ostref,Ostrew, Ostrzew,Nieczyja, Nieczuja Pruska, Necznia, Pień, Stefanski, Werbitzky |     |
| Niesobia | Krzywosąd, Słodziej, Złodzieje                                                                           |     |
| Nowina   | Złotogoleńczyk, Zawiasa                                                                                  |     |

## O
| Jméno     | Další jména                                                                  | erb |
| --------- | ---------------------------------------------------------------------------- | --- |
| Odrowaz   | Odrowąż (česky Odřivous), Sypniewski, d'Argantel                             |     |
| Odwaga    | nejsou známa                                                                 |     |
| Odyniec   | nejsou známa                                                                 |     |
| Ogonczyk  | Ogończyk, Drogosław, Ogony, Powała, Pogonczyk, Sudkowicz                     |     |
| Oksza     | Ascia, Bradacica, Bradaczyca, Brodacica, Halabarda, Hoksza, Oksa, Oxa, Kołda |     |
| Orda      | nejsou známa                                                                 |     |
| Orla      | Orła, sowie auch Mściug, Opala, Opola, Saszor auch Szaszor, Zapale           |     |
| Osek      | nejsou známa                                                                 |     |
| Ossoria   | Osorya, Ossolińczyk, Ossorja, Ossorya, Poświst, Szarza, Sztarza              |     |
| Ostoja    | Mościc, Ostojczyk, Gradolewski                                               |     |
| Ostroga   | nejsou známa                                                                 |     |
| Ostrogski | Ostrogski, Książe, Szpil, Szpilewski, Szpilowski                             |     |

## P
| Jméno       | Další jména                                                                 | erb |
| ----------- | --------------------------------------------------------------------------- | --- |
| Piastovci   | Orzeł Biały, Piastovci                                                      |     |
| Pierzchala  | Pierzchała, Kolumna, Pirzchała, Roch, Trzaski                               |     |
| Pilawa      | Piława, Strzała                                                             |     |
| Pilsudski   | Piłsudski                                                                   |     |
| Pobog       | Pobóg, Pobodze, Pobog, Pobożanicz, Pobożanie, Pobożany, Pobożenie, Pobożeny |     |
| Polkozic    | Półkozic, Półkoza, Półkozia, Ośla głowa, Zebro                              |     |
| Pomian      | Pomianowicz, Proporczyk                                                     |     |
| Polawští    | Trzaska, Rola, Drzewica, Bialinia, Jastrzebiec, Slepowron, Ostroya          |     |
| Poniatowští |                                                                             |     |
| Poninští    |                                                                             |     |
| Poraj       | Rosa, Rosa Alba, Róża, Różyc, Stoice, Una Rosa                              |     |
| Poronia     | nejsou známa                                                                |     |
| Potočtí     | Pilawa                                                                      |     |
| Pozniak     | Przestrzal                                                                  |     |
| Prawdzic    | Prawda                                                                      |     |
| Prus        | Półtora Krzyża, Turzyna, Wiskawa, Wiszczała                                 |     |
| Prus II     | Prus Wilczekosy                                                             |     |
| Prus III    | Nagody                                                                      |     |
| Przeginia   | Przegonia                                                                   |     |
| Przerowa    | Grotowie, Proporzec, Przyrowa                                               |     |
| Przyjaciel  | Kemlada, Kemlad, Kamrad, Kamerad                                            |     |
| Puchala     | Sławęcin, Sławięcin, Biała                                                  |     |

## R
| Jméno        | Další jména | erb |
| ------------ | --- | --- |
| Radwan       | Wierzbowa, Wierzbowczyk, Wirzbowa, Wirzbowo, Kaja, Chorągwie                                                           |     |
| Radzislaw    | nejsou známa |     |
| Rawicz       | Rawa, Ursin, Ursowic, Panna na niedźwiedziu, Miedźwiada, Miedźwioda, Niedźwiada, Niedźwieda, Niedźwioda, Rawic, Rawita |     |
| Radziwiłłové | Radvila |     |
| Roch III     | Roch II, Pirzchała, Skała Łamana                                                                                       |     |
| Rogala       | Czabory, Celbarz, Lewicki                                                                                              |     |
| Rola         | Agricola, Kroje, Rolanin, Rolic, Rolicze                                                                               |     |
| Rozmiar      | nejsou známa |     |

## S
| Jméno        | Další jména                                                                                                 | erb |
| ------------ | --- | --- |
| Samsom       | Watta |     |
| Sapieha      | Sapiega, Сапега                                                                                             |     |
| Sas          | Drag |     |
| Sas Pruski   | nejsou známa                                                                                                |     |
| Saszor       | viz Orlové                                                                                                  |     |
| Siekierz     | nejsou známa                                                                                                |     |
| Skarbomierz  | nejsou známa                                                                                                |     |
| Skarzyna     | Weiher, Pomerzanin                                                                                          |     |
| Sobieští     | Janina |     |
| Starykoń     | Starykoń, Antiquus Caballus, Antiquus Equus, Konie, Stankar, Stary Koń, Szafraniec, Zaprzaniec, Wielopolski |     |
| Strzemie     | Larysza, Lawszow, Ławszowa, Strepa, Strzemieniowie, Strzemieńczyk, Zarosie, Zarosze, Zaroszyc, Zaroże       |     |
| Suchekomnaty | Kownaty, Suchekownaty                                                                                       |     |
| Sulima       | Oporów, Sulimita, Sułkowski                                                                                 |     |
| Swiat        | nejsou známa                                                                                                |     |
| Syrokomla    | Srokomla, Syrykomla                                                                                         |     |
| Szeliga      | nejsou známa                                                                                                |     |
| Szembek      | nejsou známa                                                                                                |     |
| Szreniawa    | Krzywaśń, Occele, Ocele, Śrzeniawita, Śrzeniawa, Śrzeniewta, Śreniawa, Dobschütz                            |     |

## Ś
| Jméno     | Další jména                                                        | erb |
| --------- | ------------------------------------------------------------------ | --- |
| Slepowron | Ślepowron, Bojno, Bujno, Pesze, Pęszno, Korwin, Corvin, Ślepy Wron |     |
| Swiat     | Świat, Swital                                                      |     |
| Swienczyc | Swieńczyc                                                          |     |
| Swierczek | Świerczek                                                          |     |
| Swinka    | Świnka, Męda, Parcaria, Świnia głowa                               |     |

## T
| Jméno        | Další jména                                                                               | erb |
| ------------ | ----------------------------------------------------------------------------------------- | --- |
| Tarnawa      | Bystram, Bistram, Kleczkowski, Sinicki, Stryjenski, Tarczewski, Walczewski, Zajaczkowski, |     |
| Topacz       | Fossor, Kopacz, Krzydłow,Ropacz, Skrzydło,                                                |     |
| Topór        | Bipenn, Kołki, Starża, Wścieklica, Wronowski, Paczensky                                   |     |
| Trąby        | Brzezina, Trąby II, Trąby Odmienne, Tuba                                                  |     |
| Trestka      | nejsou známa                                                                              |     |
| Trubetsky    | Trubecki, Трубецкой                                                                       |     |
| Trzaska      | Biała, Lubiewa, Lubiewo, Trzeska                                                          |     |
| Trzy Gwiazdy | Księżyc                                                                                   |     |
| Trzy Kawki   | Borch, Trzy Kruki                                                                         |     |
| Trzwdar      | nejsou známa                                                                              |     |

## W
| Jméno        | Další jména                                                        | erb |
| ------------ | ------------------------------------------------------------------ | --- |
| Wadwicz      | Wadwic                                                             |     |
| Waga         | nejsou známa                                                       |     |
| Warnia       | Cancer, Rak, Warnawa, Warna                                        |     |
| Waz          | Wąż, Serpens, Wężyk, Zachórz, Zatorz                               |     |
| Wczele       | Łębno, Pczelicz, Szachownica, Szczela, Wczela, Wszczele, Wszczelic |     |
| Wieniawa     | Bawoł, Leszczyński, Pernsten, Pierścina, Żubrza Głowa              |     |
| Wierzbna     | Wierzbno                                                           |     |
| Wiśniowiečtí | Korybut                                                            |     |
| Wysocki      | von Wysocki, Ritter, Kerschner                                     |     |
| Wyssogota    | Wyskota, Wyszogota, Wyszkota                                       |     |

## Z
| Jméno       | Další jména                                     | erb |
| ----------- | ----------------------------------------------- | --- |
| Zabawa      | Spiczak                                         |     |
| Zadora      | Budziszyn, Flamen, Flamma, Płomień, Płomieńczyk |     |
| Zagloba     | Zagłoba                                         |     |
| Zámojští    | Zamoiski, Zamoyski                              |     |
| Zaremba     | Zaręba, Zarębczyc, Drzewuszewski, Drzewoszewski |     |
| Zborovští   | Jastrzębiec                                     |     |
| Zerwikaptur | Koziegłowy                                      |     |
| Zgraja      | Kunraczyc, Janina                               |     |